# جين جي-هي
جين جي-هي (بالكورية: 진지희)‏ هي ممثلة كورية جنوبية. ولدت يوم 25 مارس 1999 في سول في كوريا الجنوبية.

## روابط خارجية
- جين جي-هي على موقع IMDb (الإنجليزية)
- جين جي-هي على موقع قاعدة بيانات الفيلم (الإنجليزية)